# Ашвина
Ашви́на (хинди अश्विन , IAST: Aśvina, «свет»), или Ашваюджа — месяц индуистского календаря, в едином национальном календаре Индии ашвина является седьмым месяцем года, начинающимся 23 сентября и заканчивающимся 23 октября. В нём 30 дней.
В солнечных религиозных календарях, таких как бенгальский календарь (название месяца — бенг. আশ্বিন), он идет как шестой месяц года и начинается со вхождения Солнца в созвездие Девы.
Несколько важных религиозных праздников проходит в месяце ашвина. В их число входят Дурга-пуджа (6—10 числа месяца), Дасара (10 число), Дивали (29 число) и фестиваль Коджагири. Надо отметить Бхута-пурниму — день полнолуния месяца ашвина, когда поклоняются бхутам и различным духам. Также известен праздник Индрамаха, или Индрамахотсава («праздник Индры»), представляющий собой церемонию поднятия штандарта Индры и проходящий в этом месяце.